# Oleșkî
Oleșkî (în ucraineană Олешки) este orașul raional de reședință al raionului Oleșkî din regiunea Herson, Ucraina. În afara localității principale, mai cuprinde și satul Sahî.

## Demografie
Componența lingvistică a orașului Oleșkî
     Ucraineană (67,95%)
     Rusă (30,96%)
     Alte limbi (0,58%)
Conform recensământului din 2001, majoritatea populației orașului Oleșkî era vorbitoare de ucraineană (67,95%), existând în minoritate și vorbitori de rusă (30,96%).